# Pave Alexander 1.
Alexander I var pave fra 105 til 115. Ifølge Vatikanets Annuario Pontificio var han en romer, hvis pavetid var fra 108 eller 109 til 116 eller 119. Mange identificerer ham som en martyr, men der eksisterer ingen historisk dokumentation for dette.
| Efterfulgte: Pave Evaristus | Pave 105-115 | Efterfulgtes af: Pave Sixtus |